# スリランカの鉄道
スリランカの鉄道（スリランカのてつどう）では、スリランカ（セイロン島）における鉄道について記す。

## 概要
インドやセイロンを植民地にしていたイギリス（大英帝国）が、1858年に島内におけるコーヒー・紅茶などの農産物輸送を目的に敷設を開始したのが創始である。
その後、山岳地帯や海岸地帯への路線も建設され、2016年現在の総延長は1,561kmとなっている。内戦中はいくつかの路線が運休になっていたが、2019年現在では全線が復旧している。かつては軌間762 mm（狭軌）の軽便鉄道規格線も存在したが、現在は1676 mmの広軌線に統一されている。運営は運輸省の直轄である。
電化区間は存在しないが、複線化区間は主要路線を中心にいくつか存在する。蒸気機関車が全廃された後は、ドイツ・日本・アメリカ・イギリス・ハンガリーなど諸国から輸入されたディーゼル機関車が使用されている。輸送は自動車に押されがちであるが、キャンディ～コロンボ間121kmを2時間半で結ぶ「Intercity Express」（都市間列車）などの速達列車を運行して対抗しており、2016年現在の国内旅客輸送における鉄道の比率は6.0%で毎日約372,000人を輸送している。
なお、食堂車（ビュッフェ）、寝台車が存在する。また、外国人旅行者が多い地域へ向かう列車には展望車も連結されている。朝夕はコロンボ付近では通勤客輸送で大混雑する。
2019年3月8日、国際女性デーに合わせて女性専用車両の導入が発表された。

## 歴史
スリランカにおける鉄道の建設は、1858年8月3日にプランテーションからの輸送を目的としてセイロン総督ヘンリー・ジョージ・ウォード卿の意向によりコロンボ〜キャンディ間（メインライン）から始まった。1864年12月27日にはブラバント公から譲渡された機関車がコロンボ・ターミナス駅 - アンベプッサ駅間を一往復した。これが、スリランカで最初の鉄道走行である。
スリランカの鉄道は1865年10月2日に、コロンボ・ターミナス駅 - アンベプッサ駅間で正式開業した。1867年4月26日にはキャンディ駅までが開業し、その後メインラインは1874年ナワラピティヤ、1885年ナヌオヤ、1894年バンダラウェラ、1924年バドゥッラと順調に距離を伸ばしていった。支線のマータレーラインの建設は1877年6月28日に開始され、1880年10月4日に開業した。
その後、南西部のココナッツ畑の発展に伴い1885年にコーストラインが開業し、さらにノーザンラインが古都アヌラーダプラ、カンカサントゥレイを経由して1905年に開業した。その後、1914年にインドとの物資輸送のためにタライマンナールまでマンナールラインが建設され、1919年にはケラニバレィライン、1926年にプッタラムライン、1928年にバッティカロアラインとトリンコマリーラインが開業した。
元々は全線単線で建設されていたが、メインラインのランブッカ駅までが1926年10月に、コーストラインのパナドゥラ橋までが1933年9月に複線化された。
コロンボ内戦中は特に北部、東部の鉄道網が寸断されていたが、終結後は復旧工事と高速化工事が同時並行で進められている。
2019年現在、中国系の銀行融資によってコーストラインの延伸工事が行われており、2019年1月6日にはマータラ駅 - ベリアッタ駅間が最高速度120km/hで開業した。
2018年3月11日に日本の国際協力機構 (JICA) の支援でコロンボ市内にライトレール建設のための円借款貸付契約が調印された。この事業ではコロンボ中心から郊外のマラベまでの16kmにライトレールを建設して16駅を設置する計画で、2025年の開業を目指していた。2019年3月にはJICAとスリランカ政府の間で第1期事業分約300億円の円借款契約を結び7月には起工式も行われていたが、翌年9月にラージャパクサ大統領から事業撤回が指示された。

## 事業者
- スリランカ鉄道

## 主要路線
メインライン
コロンボ - ポルガハウェラ - キャンディ - バンダラウェラ - バドゥッラ
1865年開業、1924年全線開通。
ポルガハウェラ以東は山岳路線であり、速度も余り出せない。沿線にはヌワラ・エリヤなどの紅茶畑が広がり、高所から見下ろす景色は美しい。
コーストライン
コロンボ - ゴール - マータラ（1895年） - ベリアッタ（2019年）
1877年開業、1895年マーラタまで全線開通。
コロンボから南部へ向かう路線。全線約160kmが殆ど海岸沿いに敷設されているため、海の景観を1日中楽しめる路線となる。しかし、2004年のスマトラ島沖地震の際は発生した津波によって客車が流され、1,700名もの死者が発生した。現在、中国資本によるカタラガマへの延伸計画があり、2019年1月6日にその第１フェーズとしてベリアッタまでが開業した。
プッタラムライン
ラーガマ - プッタラム
1912年開業、1926年全線開通。
コロンボから真北へ向かう路線。沿線にバンダラナイケ国際空港があり、「Air-port」行きの列車も設定されている。だが本数は日2往復程度しかなく、空港関係者向けの輸送が中心である。
ケラニバレィライン
コロンボ - アビッサウェッラ
1919年全線開通。
コロンボから南東に向かい、コロンボ県内のアビッサウェッラで終端する近距離路線。開通当初は狭軌でヤティヤントタまで建設されたが、アビッサウェッラからヤティヤントタ間は1940年に廃線となり、1997年に広軌に改軌した。
マータレーライン
キャンディ - マータレー
1880年全線開通。
メインラインの支線で、中央高地のキャンディ-マータレー間を繋ぐ。
ノーザンライン
ポルガハウェラ- バブニヤ - ジャフナ - カンカサントゥレイ
1903年開業、1905年全線開通。
スリランカ北部のジャフナへ向かう路線。スリランカ内戦中は甚大な被害を受け、長期間不通が続いていた。
マンナールライン
メダワッチチーヤ - マンナール - タライマンナール
1914年全線開通。
インドへの航路があったタライマンナールへ向かう路線。
バッティカロアライン
マーホ - ポロンナルワ - バッティカロア
1928年全線開通。
ノーザンラインの支線で、スリランカ東海岸のバッティカロアへと続いている。
トリンコマリーライン
ガル・オヤ - トリンコマリー
1928年全線開通。
バッティカロアラインの支線で、スリランカ東海岸北部のトリンコマリーへと続いている。

## 車両の等級

### 昼行列車
- 1等車 - コロンボ - キャンディ間のインターシティなど限られた列車に連結。全席指定席[13]。
  - 展望車 - 観光客向けに設定されており、主に列車の最後尾に設置されている。
  - エアコン車 - 通常の1等車。
- 2等車 - 2人がけの座席（対面ではない）が通路を挟んで両側にある。ソフトシートで天井に扇風機が取り付けられている[13]。
- 3等車 - 2、3人が座れる対面シートが通路をはさんで両側にある。木製かソフトシート。

### 夜行列車
- 1等車 - 寝台が付いている。
- 2等車、3等車 - 寝台は付いておらず、昼行列車と同じような座席のみ。

## 車内販売
車内販売も行われており、くだものや菓子、飲料などが売られている。
- kalada 大豆のような豆。茹でて薄い塩味がつけてある

## 画像

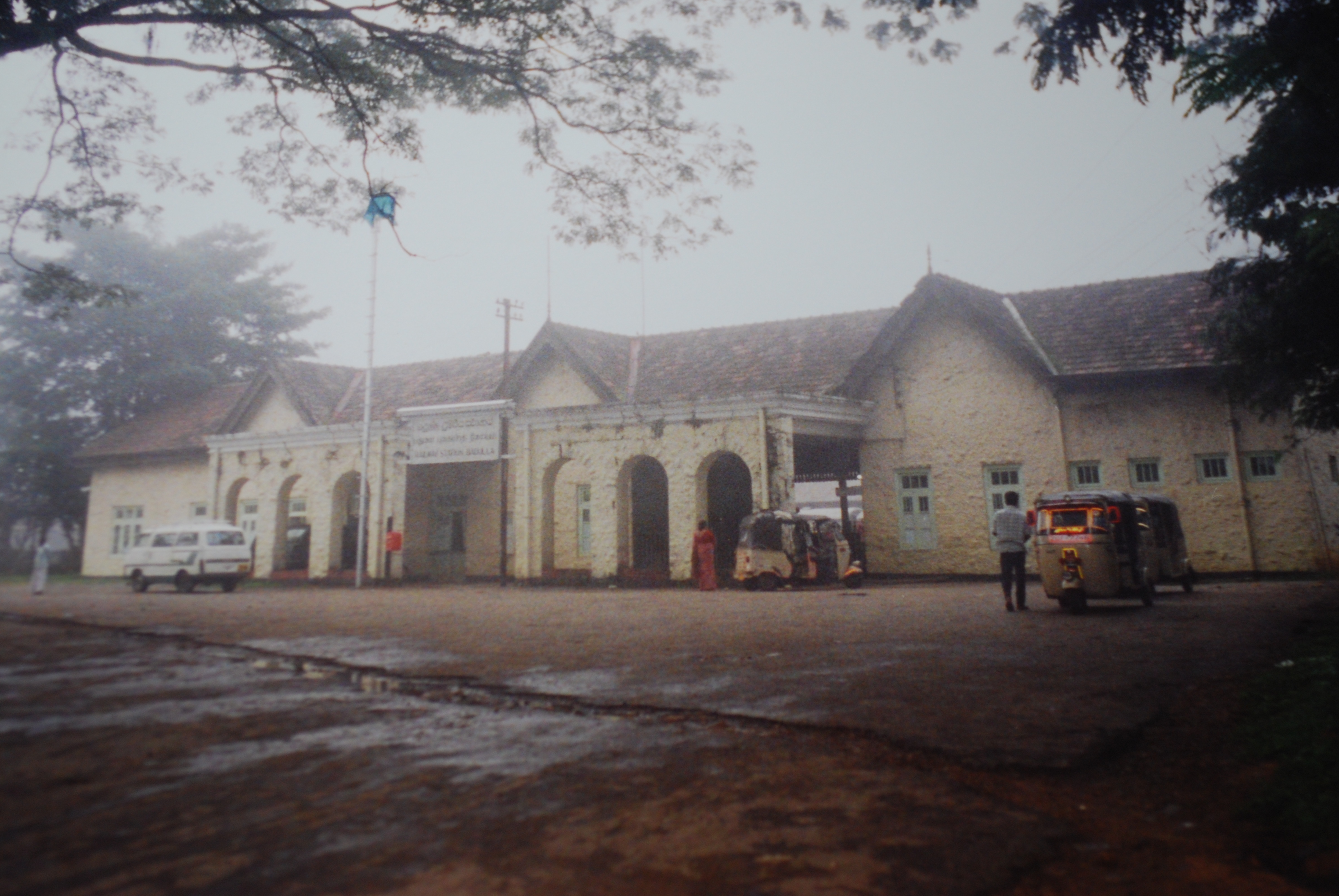
朝のバドゥッラ駅
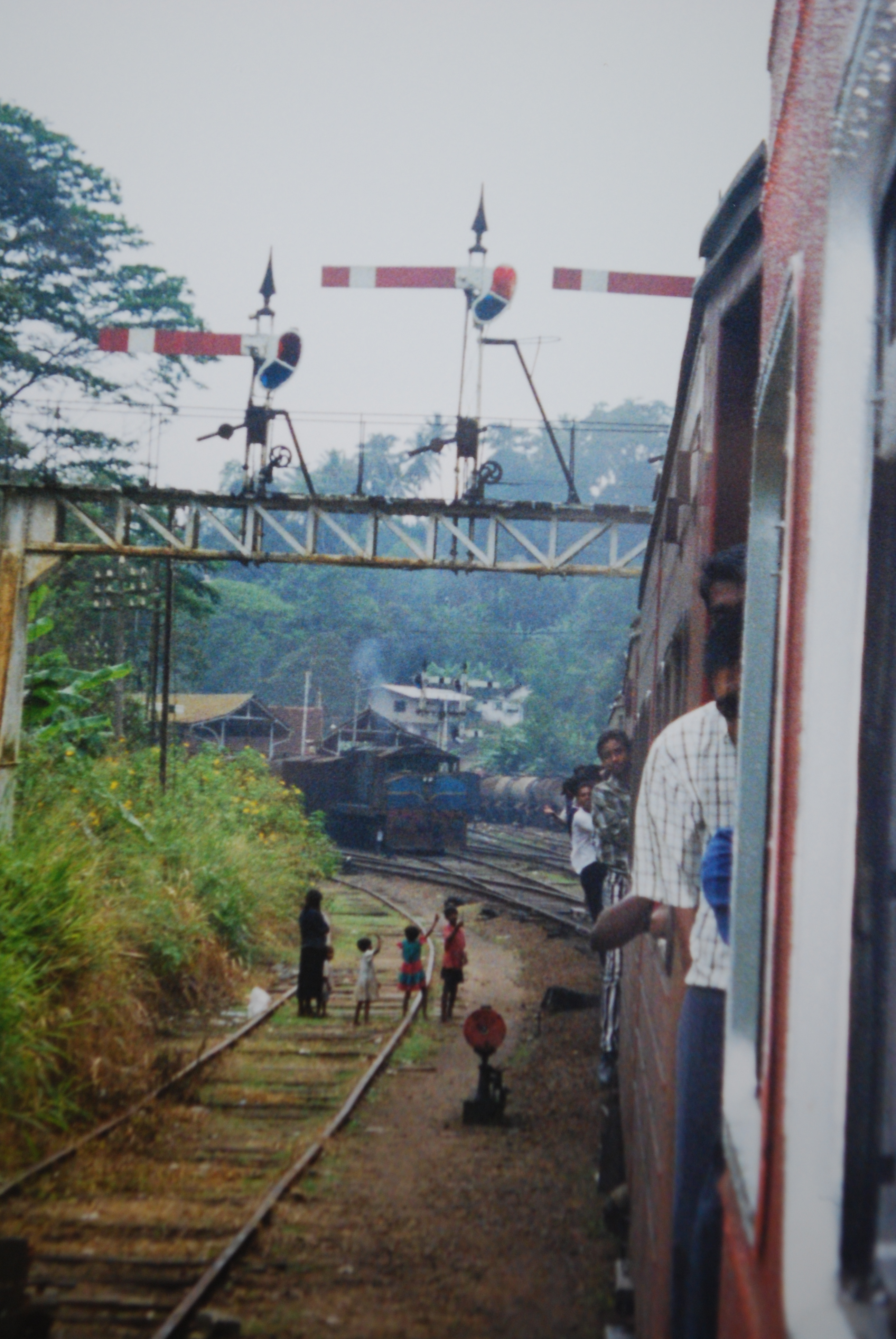
腕木式信号区間
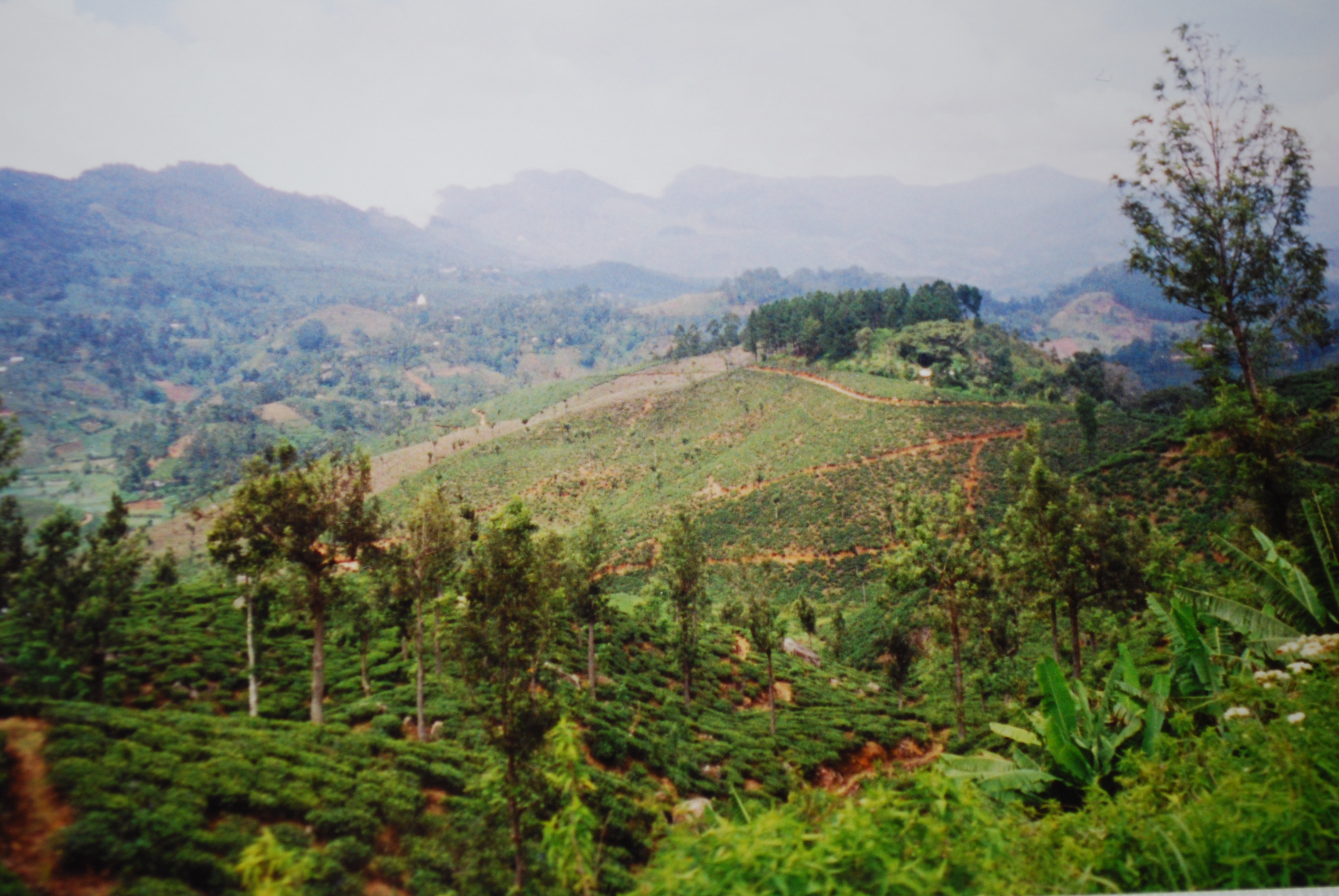
鉄道から見られる茶畑